# Lucian Bode
Lucian Nicoale Bode, né le 27 octobre 1974 à Valcău de Jos, est un homme politique roumain, membre du Parti national libéral (PNL).

## Biographie
En 1998, il obtient un diplôme de génie électrotechnique à l'université d'Oradea. Élu conseiller municipal de Valcău de Jos en 2000, il est recruté en 2001 par la société S.C. Electrica, à Zalău, puis devient vice-président du Parti démocrate (PD) dans le județ de Sălaj entre 2002 et 2005. Il prend, en 2003, la présidence du syndicat Electrica Zalău  et remporte un siège au conseil général du județ de Sălaj lors des élections locales de 2004.
Désigné secrétaire général départemental du PD en 2005, puis du Parti démocrate-libéral en 2007, il en est élu président en 2008, année où il abandonne son travail et le reste de ses mandats afin de reprendre ses études.
Le 9 février 2012, il est nommé ministre de l'Économie, du Commerce et du Milieu des affaires dans le gouvernement de centre droit de Mihai Răzvan Ungureanu. Il est remplacé, le 7 mai, par Daniel Chițoiu.
En octobre 2019, il est proposé ministre des Transports dans un gouvernement dirigé par Ludovic Orban.
Un titre de presse révèle en 2022 que sa thèse de doctorat, présentée en 2018 à l’université de Cluj, a été plagiée. La commission d’éthique de l’université précise après avoir examiné la thèse que « les suspicions de plagiat se confirment et les dérapages éthiques ont profondément vicié cette thèse ». Lucian Bode intente alors un procès contre l'université, l'accusant de mentir, mais est débouté. Il est le quatrième membre du gouvernement de Nicolae Ciucă accusé de fraude académique.